# SN 2004ad
SN 2004ad – supernowa odkryta 1 marca 2004 roku w galaktyce NGC 789. W momencie odkrycia miała maksymalną jasność 17,00m.